# Književnost u 1652.
◄◄ | ◄ | 1649. | 1650. | 1651. | 1652.  | 1653. | 1654. | 1655. | ► | ►►
Arhitektura • Astronomija • Glazba • Kazalište • Kemija • Kiparstvo • Knjige • Književnost • Kršćanstvo • Medicina • Politika • Pravo • Promet • Slikarstvo • Znanost
Književnost u 1652.

## Hrvatska i u Hrvata

### Rođenja
- 7. siječnja – Pavao Ritter Vitezović, hrvatski književnik, povjesničar, jezikoslovac i nakladnik († 1713.)

## Vanjske poveznice
|  | Zajednički poslužitelj ima još gradiva o temi Književnost u 1652. |